# Конгрес (гурт)
Конгрес — український музичний гурт.

## Історія гурту
Гурт був створений 1986 року у Львові. Спочатку група мала назву «Товариство», до складу якої увійшли співак і гітарист Андрій Віхоть, гітарист Микола Гусар, ударник Михайло Болюх. З самого початку гурт грав у стилі артрок. 
У 1989 році до гурту приєдналися клавішник Андрій Мільчук та басист Ярослав Бас. «Конгрес» стає спільним творчим проектом молодих музикантів. В такому складі команда працювала до 1994 року, місце бас-гітариста, займав Віктор Корнєв. Гурт почав здобувати популярність з 1992 року, коли підписав контракт з продюсерським агентством «Студія Лева», з яким тоді підтримували зв'язки багато українських груп і виконавців, зокрема «Скрябін», The ВЙО, Віка Врадій, Левко Бебешко та інші. 1992 року гурт змінює назву на «Конгрес», а стиль на арт-вейв (синтез арт-року і нової хвилі); того ж року концертний тур до Польщі. Записуються перші пісні гурту — «Павутиння», «Ще буде мій», на фестивалі «Тарас Бульба» (1992 рік), гурт отримав приз за найкращі аранжування та першу премію у жанрі рок-музики. На композицію «Павутиння» Володимир Зайковський зняв кліп. «Конгрес» невдовзі записав альбоми «Егоїсти» та «Ілюзія невагомості».
1994 року гурт став лауреатом телевізійного фестивалю «Музична драбина». 1995 року на телефестивалі «Мелодія-95», «Конгрес» здобув перше місце серед рок-виконавців. У серпні 1997 року гурт підписав контракт з мистецькою агенцією «Територія А», гурт переїхав до Києва, знімається відео на пісню «Тобі». 1998 року до гурту приєднався молодий бас-гітарист Руслан Чечерницький. 1999 року офіційно видається альбом «Егоїсти» та виходить кліп на пісню «Кохай мене». 2000 року — концерт у Празі, який мав великий успіх, турне по Україні. 2002 року колектив припинив своє існування.

## Учасники гурту
- Андрій Віхоть — вокал, гітара
- Микола Гусар — вокал, гітара
- Михайло Болюх — барабани
- Андрій Мільчук — вокал, клавішні
- Ярослав — бас-гітара (1991—1994)
- Віктор Корнєв — бас-гітара (1994—1998)
- Руслан Чечерницький — бас-гітара (1998—2002)

## Альбоми
- Егоїсти (1992, 1999)
- Ілюзія невагомості (1993)

## Кліпи
- Павутиння
- Тобі
- Кохай мене